# Ward Hulselmans
Ward Hulselmans (Beerse, 1950) is een Vlaams scenarist, auteur en ex-journalist.

## Biografie
Hulselmans was stads- en gerechtsjournalist voor de Gazet van Antwerpen toen hij afleveringen begon te schrijven voor tv-series als Langs de Kade en Alfa Papa Tango. In 1990 werd hij voltijds scenarist. Met Peter Simons creëerde hij Bex & Blanche voor VTM. Daarna schreef hij enkel nog eigen series, met als eerste Niet voor publikatie (VRT). Zijn grootste succes haalde hij vier seizoenen met de VRT-serie Heterdaad toen deze tot 1,8 miljoen kijkers scoorde. 
Hulselmans volgde dan Stille Waters, de enige naoorlogse Belgische productie bekroond met de Prix Italia. Daarna schiep hij Witse, maakte zelf het eerste seizoen vol en liet de volgende jaargangen over aan anderen. Hij schreef intussen de bioscoopfilm De Indringer (2005). Voor VTM bewerkte hij in 2008 een Deense soap tot de reeks De Rodenburgs, maar liet de scripts aan anderen.
Voor de VRT schreef hij vervolgens de 12-delige politieke thriller Salamander, die in 2013 werd uitgezonden. Daarna schreef hij het scenario voor de film van Witse. Wegens het succes van Salamander dat aan tv-zenders in meer dan 30 landen werd verkocht, schreef hij in 2015 Salamander 2 dat weerom een internationaal succes werd. In 2019 stopte hij met schrijven van scenario's en begon een dagboek dat onder de titel "Enkele reis realiteit" werd uitgegeven bij Manteau. In 2021 verscheen zijn tweede boek Morgen word ik nuchter. 

## Originele Series
- Bex & Blanche (1994, 1995)
- Niet voor publikatie (1991, 1994, 1995)
- Heterdaad (1996 tot 1999)
- Stille Waters (2001)
- Witse (concept & seizoen 1 in 2004)
- Salamander (2012, uitzending: 2013)
- Salamander 2 (uitzending 2018)

## Film
- De Indringer (2005)
- Witse - De Film (2014)

## Boek
- Enkele reis realiteit (2020)
- Morgen word ik nuchter (2021)

## Onderscheidingen
- Bert Leysenprijs voor televisie (1995)
- Sabam-prijs voor televisie (1997)
- Reims - Prix du Jury (1998)
- Publiekstrofee van de Algemene Spaar- en Lijfrentekas (1998)
- Jozef Plateauprijs voor tv-drama (1999 en 2003)
- Edmond Hustinxprijs voor toneelschrijvers (2000)
- Schippersprijs tv-drama (2002)
- Prix Italia (2003)

- Gemeinsame Normdatei: 137729294
- International Standard Name Identifier: 0000 0000 5707 6752
- Library of Congress Control Number: no2016097801
- Système universitaire de documentation: 191927481
- Virtual International Authority File: 81876163
- WorldCat: E39PBJp66tVhxhC8TpHT3kTJXd